# سكسيري
سكسيري، (بالإنجليزية: Cixerri)‏، هو نهر إيطالي، في جنوب مقاطعة سردينيا، من كالياري. ينبع من مونتي كروكوريجا، على ارتفاع 313 مترًا (1027 قدمًا) فوق مستوى سطح البحر، في مقاطعة جنوب سردينيا.  يتدفق النهر إلى بحيرة شمال إجليسياس، ثم يخرج البحيرة ويتدفق شرقًا. ينضم إلى النهر رافد شمال فيلامسارجيا، وجنوب موسي، قبل دخول مقاطعة كالياري.  يتدفق النهر عبر سيليكا وينضم إليه رافد آخر من الجنوب. أخيرًا، يدخل النهر ستاجنو دي كالياري بالقرب من مصب نهر مانو القريب أسيميني.